# Gibbon River
Der Gibbon River ist der rund 55 km lange, rechte Quellfluss des Madison Rivers, eines Quellflusses des Missouri Rivers, im äußersten Nordwesten des US-Bundesstaates Wyoming. Er fließt auf seiner gesamten Strecke durch den Yellowstone-Nationalpark.

## Etymologie
Der Gibbon River wurde, wie auch die Gibbon-Fälle, nach John Gibbon, einem Offizier der US-Armee und Teilnehmer des Hayden Geological Survey im Jahr 1872, benannt. Auf älteren Karten wurde der Fluss auch als East Fork of the Madison River, Gibbons Fork oder Hoppin River bezeichnet.

## Verlauf
Der Gibbon River entspringt an der Südflanke des Observation Peak in der Washburn Range im Zentrum des Nationalparks im Park County auf einer Höhe von rund 2620 m. Von dort fließt er in südwestliche Richtung über das Solfatara Plateau durch die Seen Grebe Lake und Wolf Lake. Der Gibbon River verläuft dann am Ice Lake vorbei durch die Virginia Meadows in den Norris Canyon, wo er über die Wasserfälle Virginia Falls rund 18 m in die Tiefe fällt. Er umfließt in einem großen Bogen den Gibbon Hill und durchquert dabei das Norris Geyser Basin. Zudem erhält er mit dem Solfatara Creek von rechts seinen längsten Nebenfluss. Im weiteren Verlauf folgt der Fluss der Grand Loop Road (U.S. Highway 89) durch die Hochebene Elk Park hinab in das Gibbon Geyser Basin und erreicht den Gibbon Canyon sowie das Teton County. Der Fluss wendet sich nach Westen und stürzt über die Gibbon-Fälle etwa 25 Meter in die Tiefe. Der Gibbon River fließt noch einige Kilometer weiter nach Westen und fließt nach etwa 55 Kilometern in Madison Junction unterhalb des National Park Mountain auf einer Höhe von 2071 m mit dem Firehole River zum Madison River zusammen.

## Hydrologie
Der Gibbon River ist als Quellfluss des Madison Rivers Teil des Einzugsgebietes des Missouri, der sich über den Mississippi in den Golf von Mexiko entwässert. Das Einzugsgebiet des Gibbon Rivers hat eine Fläche von 324 km² und grenzt an die Einzugsgebiete von Gardner River im Norden, Yellowstone River im Osten und Nez Perce Creek im Süden. Der mittlere Abfluss am Pegel in Madison Junction beträgt 3,52 m³/s, die größten Abflüsse finden sich in den Monaten Mai und Juni.

## Fauna
Im Gibbon River kommen Bachforellen, Regenbogenforellen und Äschen vor. Er ist ein beliebtes Ziel für Angler. 

## Galerie

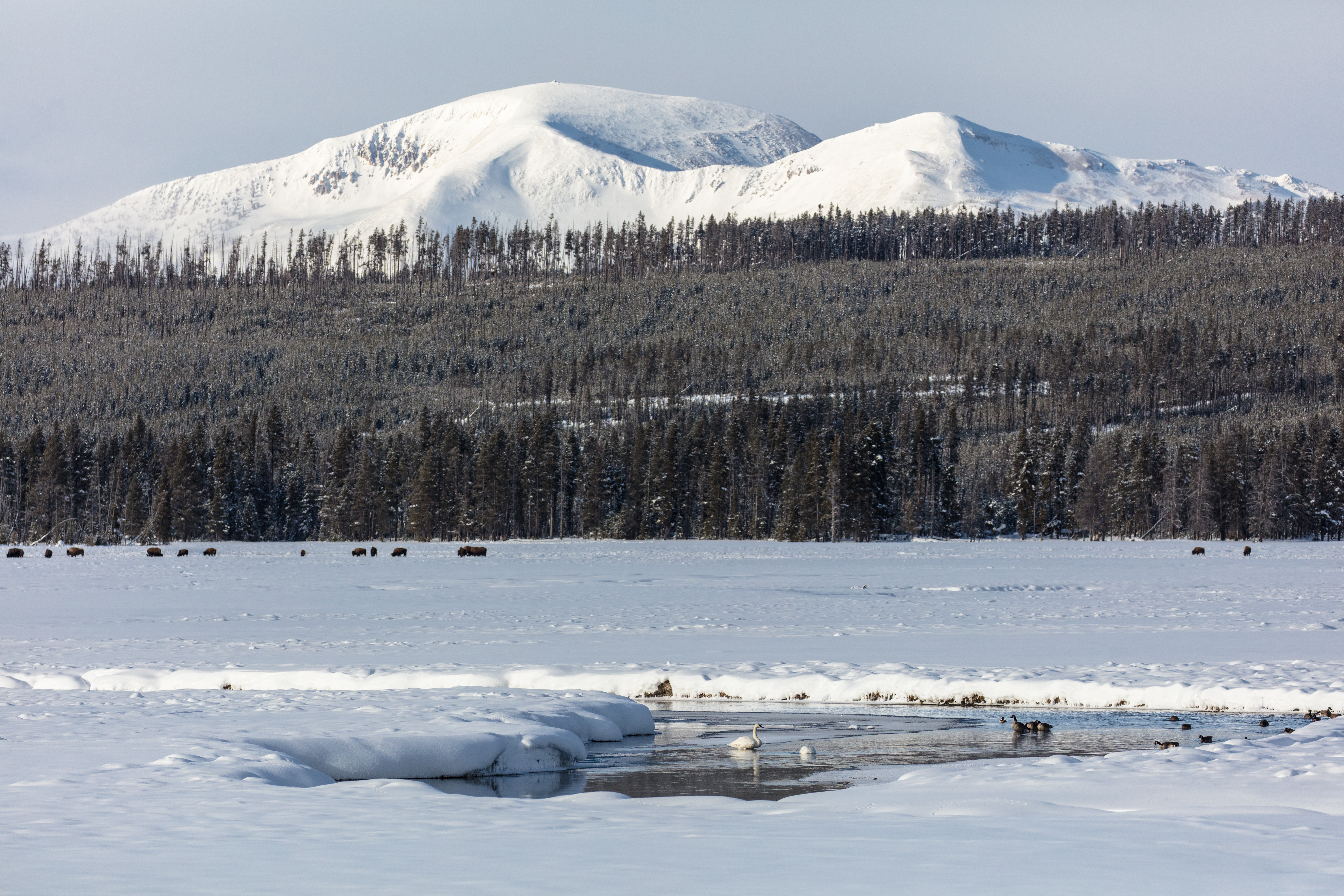
Gibbon River vor dem Mount Holmes
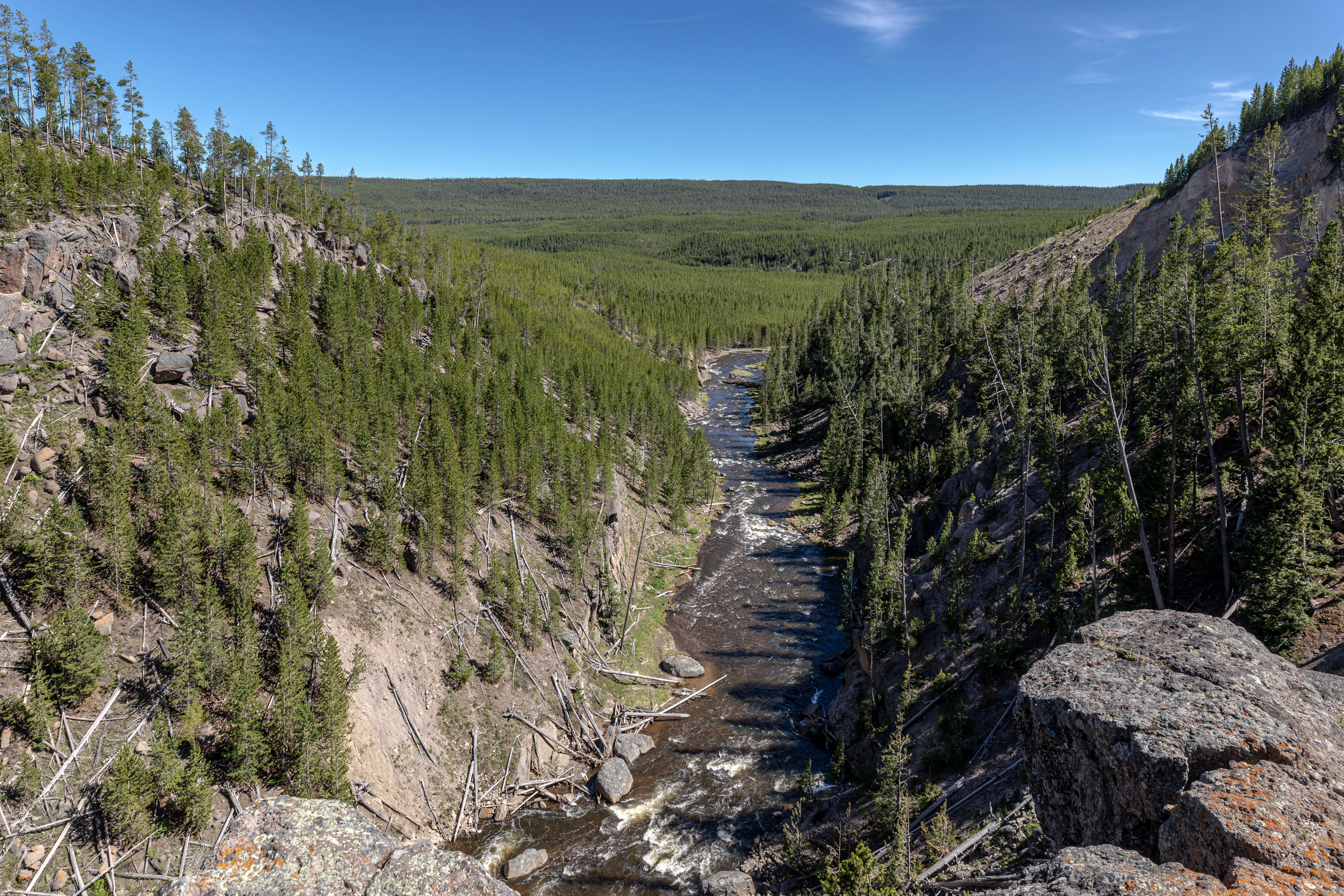
Gibbon River im Gibbon Canyon
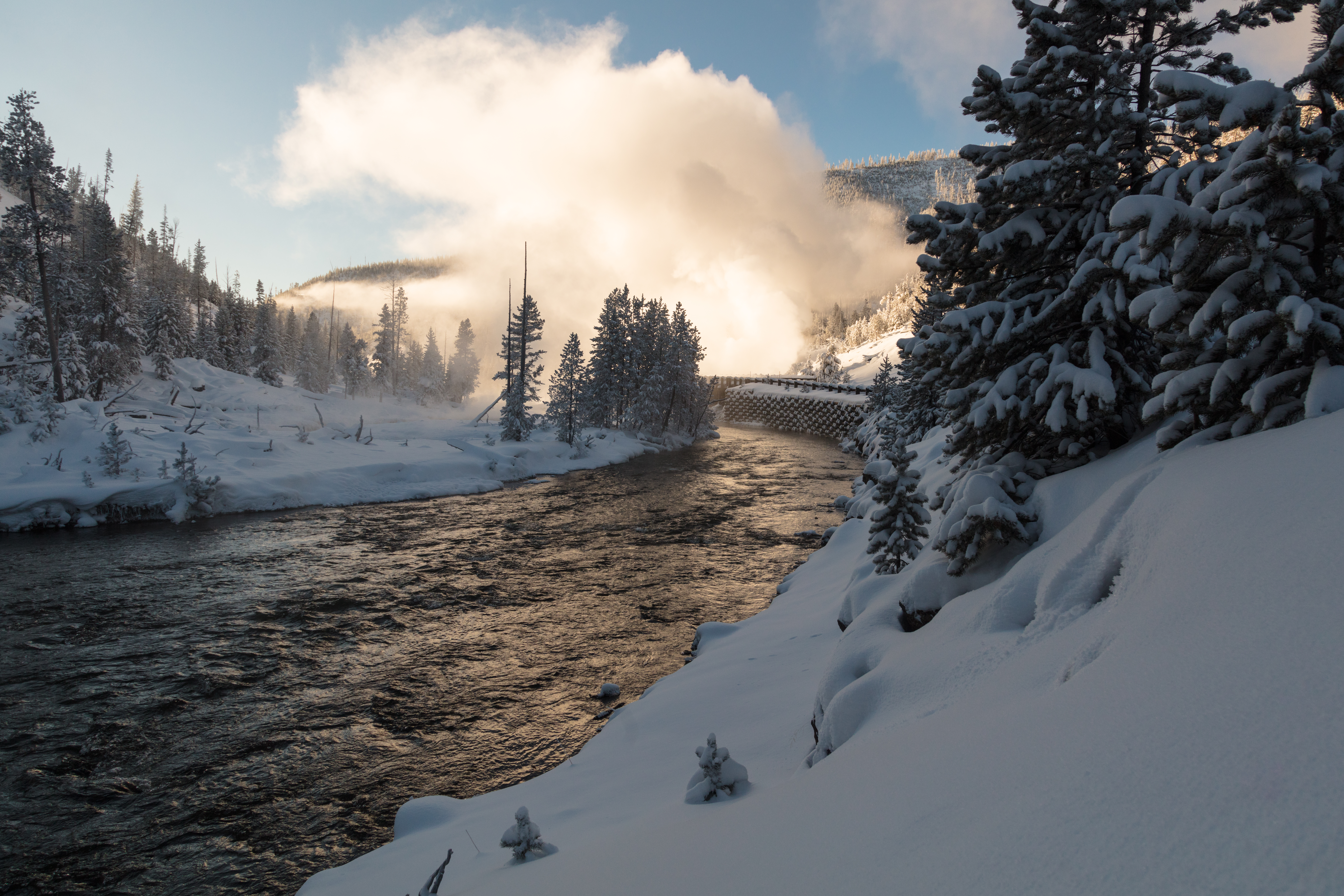
Gibbon River an der Beryl Spring
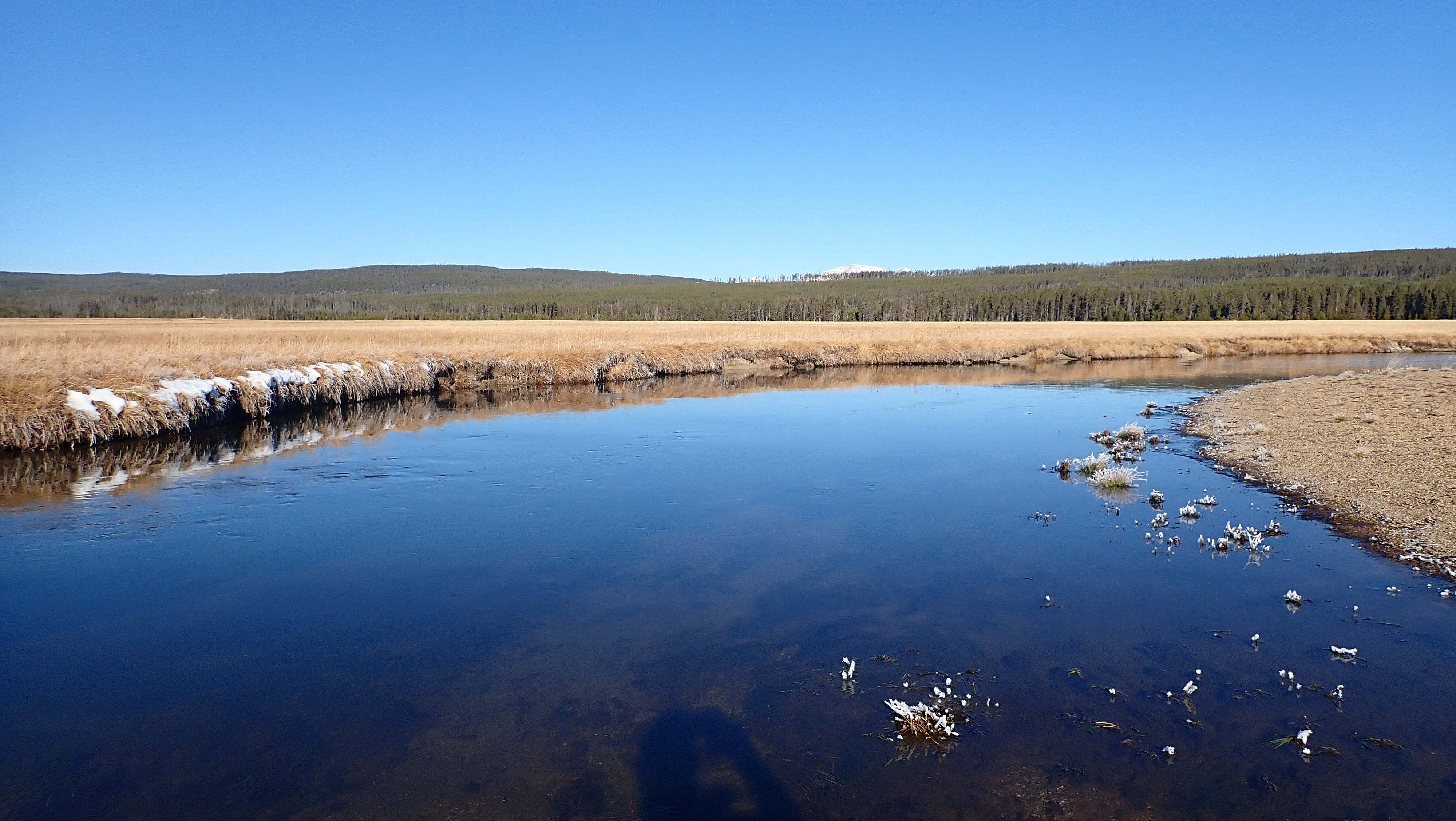
Gibbon River im Hochplateau Elk Park
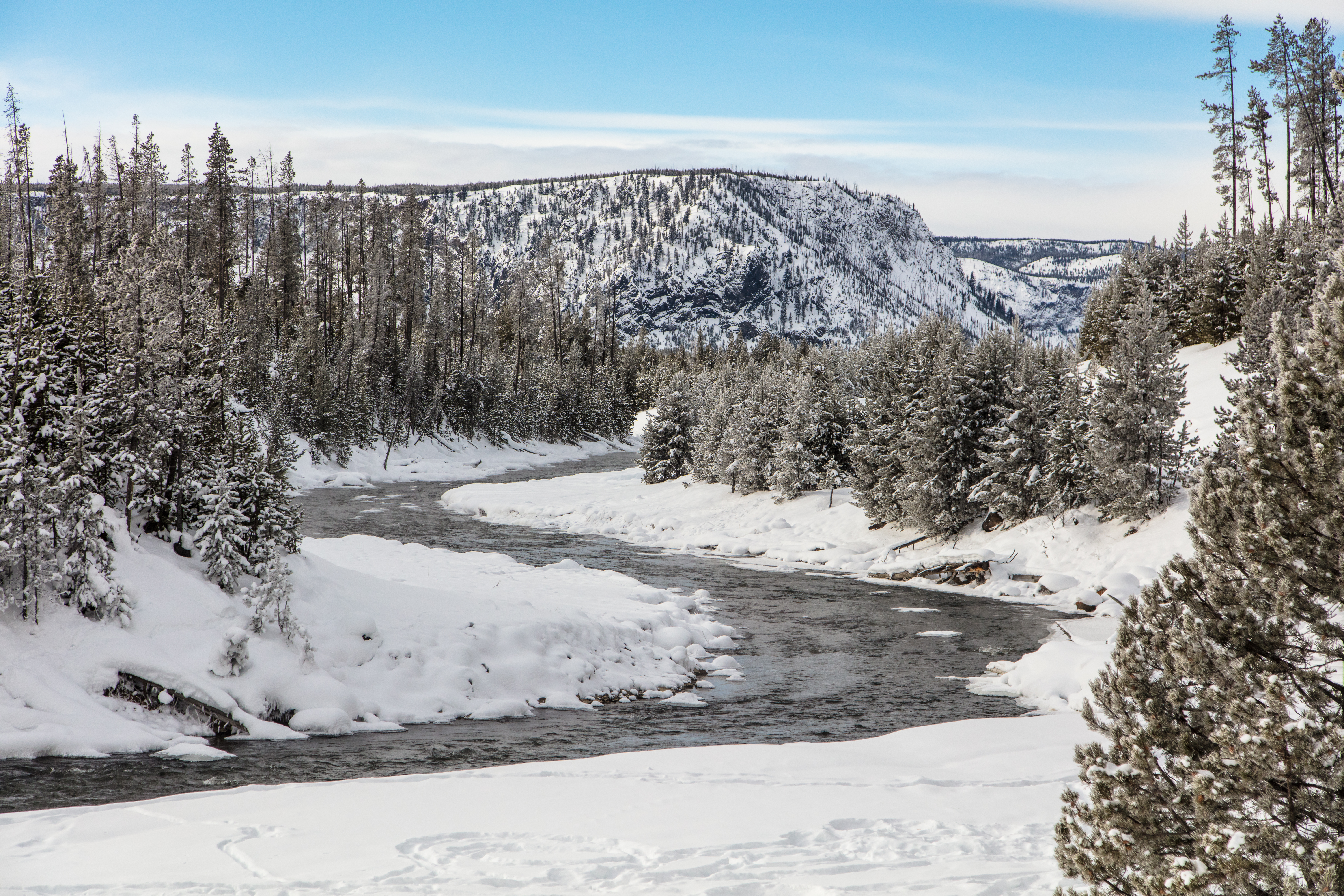
Gibbon River mit dem National Park Mountain